# Gary Hill

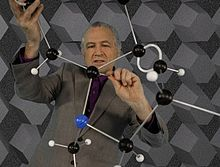
Gary Hill

Gary Hill (* 4. April 1951 in Santa Monica, Kalifornien) ist ein US-amerikanischer Videokünstler.

## Leben und Werk
Gary Hill wuchs in Redondo Beach auf. Er war Surfer und Skateboarder und wurde 1964 National skateboard champion. Er spielte 1965 in dem Film  Skaterdater mit. Als er 15 war, traf er den Künstler Anthony Park, der ihn zum Schweißen und zur Bildhauerei ermutigte. 1969 zog er nach New York und studierte an der Art Students League of New York.
Seit 1973 arbeitet er als Videokünstler. Hill untersucht das Verhältnis zwischen Worten, Klang und digitaler Kunst.
Gary Hill hatte Ausstellungen in zahlreichen Museen, zu nennen sind: Fondation Cartier; San Francisco Museum of Modern Art; Centre Georges Pompidou; Solomon R. Guggenheim Museum; Kunstmuseum Basel Gegenwart; Museu d’Art Contemporani de Barcelona; Whitney Museum of American Art; Kunstmuseum Wolfsburg, Hirshhorn Museum and Sculpture Garden; Museum of Modern Art; Louvre; Zentrum für Kunst und Medientechnologie; The Kitchen; documenta 8; documenta IX; Long Beach Museum of Art; Stedelijk Museum

## Auszeichnungen (Auswahl)
- 1979, 1985, 1987, 1993 Stipendium des National Endowment for the Arts
- 1984–85 Japan/United States Austauschstipendium
- 1988 France/United States Austauschstipendium
- 1981–82, 1989–90 Stipendium der Rockefeller-Stiftung
- 1986, 1990 Stipendium der Solomon R. Guggenheim Foundation
- 1995 Goldener Löwe, Biennale di Venezia
- 1998 John D. und Catherine T. MacArthur Fellowship
- 2000 Kurt-Schwitters-Preis
- 2003 Skowhegan Medal for Video Installation
- 2005 Ehrendoktor Academy of Fine Arts Poznań, Polen
- 2011 Ehrendoktor Cornish College of the Arts, Seattle

### Ausstellungskataloge
- Heinz Liesbrock (Hg.), Gary Hill: Midnight Crossing (Westfälischer Kunstverein, Münster 20. Juni bis 28. September 1997), Münster 1997. ISBN 3-925047-40-9.
- Holger Broeker (Hg.), Gary Hill. Selected works + Catalogue raisonné, Köln 2002. ISBN 3-8321-7144-4.

### Texte und Interviews
- Lucinda Furlong, »A manner of speaking: an interview with Gary Hill«, Barrytown, NY, 1982/83 (online).
- Gary Hill / Maria Jarmer, »Die Unmöglichkeit der Bilder. Ein Gespräch über Maurice Blanchot und die Rückkoppelungen der Kunst«, in: Marco Gutjahr / Maria Jarmer (Hg.), Von Ähnlichkeit zu Ähnlichkeit. Maurice Blanchot und die Leidenschaft des Bildes, Wien/Berlin 2016, S. 307–320. ISBN 978-3-85132-747-2.

### Sekundärliteratur
- Theodora Vischer (Hg.), Gary Hill. Arbeit am Video, Ostfildern 1995. ISBN 3-89322-714-8.
- Paul-Emmanuel Odin, L’Absence de livre. Gary Hill et Maurice Blanchot, Marseille 2007. ISBN 978-2-9507298-5-9.
- Sonja Claser, Im Inneren des Bildes und des Klangs. Experimentelle Musik und die Videoinstallationen von Bruce Naumann und Gary Hill, München 2011. ISBN 978-3-88960-120-9.
- Hans Belting, »Gary Hill und das Alphabet der Bilder«, in: Marco Gutjahr / Maria Jarmer (Hg.), Von Ähnlichkeit zu Ähnlichkeit. Maurice Blanchot und die Leidenschaft des Bildes, Wien/Berlin 2016, S. 329–353. ISBN 978-3-85132-747-2.